# Một trăm ngày của Canada
Một trăm ngày của Canada (Canada’s Hundred Days) là hàng loạt các cuộc tấn công do Quân đoàn Canada thực hiện dọc theo Mặt trận phía Tây trong cuộc Tổng tấn công Một trăm ngày thời Chiến tranh thế giới thứ nhất, kéo dài từ ngày 8 tháng 8 cho đến ngày 11 tháng 11 năm 1918. Giai đoạn này được gọi là "Một trăm ngày của Canada" là do vai trò to lớn của Quân đoàn Canada thuộc Tập đoàn quân số 1 của Anh trong việc đánh bại và/hoặc buộc quân đội Đế quốc Đức phải triệt thoái trong hàng loạt những trận đánh quan trọng từ Amiens tới Mons đã cùng với những chiến dịch tấn công khác của khối Hiệp ước dẫn đến thất bại cuối cùng và sự đầu hàng của Đức. Trong thời gian này, Quân đoàn Canada đã chiến đấu tại Amiens, Arras, Tuyến phòng thủ Hindenburg, Canal du Nord, Rừng Bourlon, Cambrai, Denain, Valenciennes và sau cùng là tại Mons, trong những ngày cuối cùng của cuộc Chiến tranh thế giới thứ nhất. Về mặt quân số, trong suốt 96 ngày này, 4 sư đoàn vượt quá giới hạn quân số (hay sư đoàn nặng) của Quân đoàn Canada với khoảng 100.000 binh lính, và phần còn lại của các lực lượng phe Hiệp ước, đã giao chiến và đánh bại hoặc buộc các thành phần thuộc 47 sư đoàn của Đức (chiếm 1/4 binh lực của Đức trên Mặt trận phía Tây) phải phải bỏ chạy. Cuộc Tổng tấn công Một trăm ngày đã đưa danh tiếng của Quân đoàn Canada lên đến đỉnh cao chưa từng thấy, và người chỉ huy của họ là Ngài Arthur Currie được tán dương trên toàn đế quốc Anh.
Tuy nhiên, những thắng lợi của quân Canada đã đem lại cho họ một cái giá đắt, và cho đến khi chiến dịch kết thúc thì quân đoàn chỉ còn bộ khung. Một số binh lính Canada đã tố cáo Currie là kẻ mổ thịt người Canada để lấy lòng chủ nhân của mình là người Anh. Mặc dù vậy, tổn thất của Quân đoàn Canada được xem là cái giá cần thiết để kết thúc chiến tranh trong năm 1918.

### Chú giải
1. 1 2  Brown, Robert Craig; MacKenzie, David Clark, trang 56
2. ↑  Tim Cook, Shock Troops: Canadians fighting the Great War 1917–1918, (Toronto: Penguin Publishers, 2008), 579.
3. ↑  Lieutenant-Colonel John Conrad, các trang 53-54.
4. ↑  "On Track Spring 2006, Volume 11, Number 1, page 13" (PDF). Bản gốc (PDF) lưu trữ ngày 28 tháng 9 năm 2007. Truy cập ngày 16 tháng 12 năm 2012.
5. 1 2  Ekins, Ashley, các trang 220-221.
6. ↑  Tim Cook, Canadian Official Historians and the Writing of the World Wars, 2005, University of New South Wales[liên kết hỏng]